# Piz Uccello
Le Piz Uccello (ou Vogelhorn en allemand) est une montagne suisse dans les Alpes lépontines, culminant à 2 723 mètres d'altitude. Il surplombe le village de San Bernardino, dans le canton des Grisons.

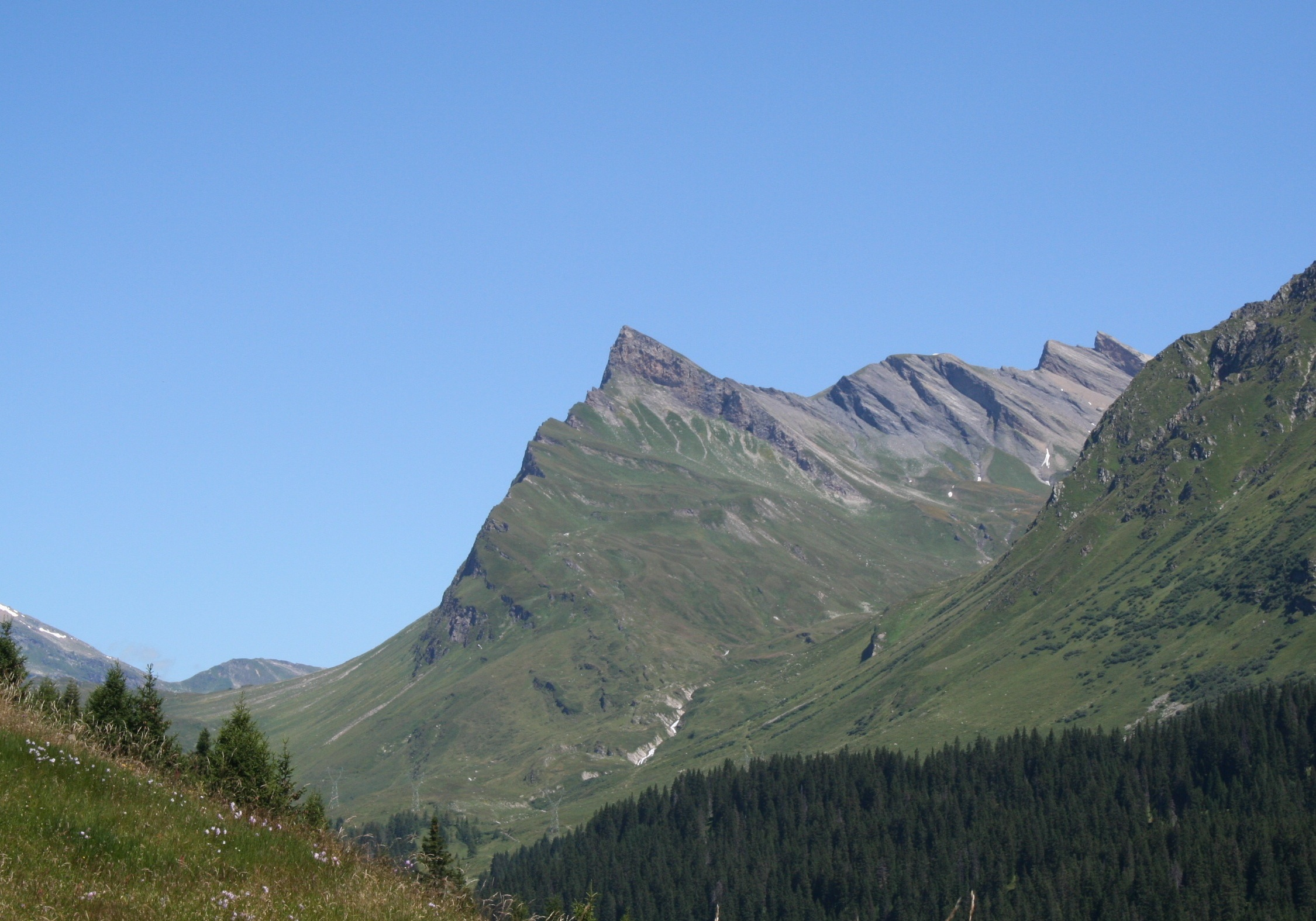
Vue du Pizzo Uccello.